# Maria da França, Condessa de Champanhe
Maria da França ou Maria de Champanhe (em francês:  Marie; 1145 — 11 de março de 1198), foi condessa consorte de Champanhe como esposa de Henrique I de Champanhe, e regente de Champanhe.

## Família
Maria foi a primeira filha nascida de Luís VII e de sua primeira esposa, Leonor da Aquitânia.
Seus avós paternos eram o rei Luís VI de França e a rainha Adelaide de Saboia, e seus avós maternos eram o duque Guilherme X da Aquitânia e a duquesa, Leonor de Châtellerault.
Maria tinha uma única irmã mais nova, por parte de pai e mãe: Alice de França, condessa de Blois. Além dela, teve vários meios-irmãos, devido ao casamentos de seus pais. Foi meia-irmã do reis Ricardo I e João de Inglaterra, além de Margarida de França, esposa de Henrique, o Jovem, filho de Henrique II e de Leonor da Aquitânia, o rei Filipe II de França, Inês da França, imperatriz binzatina, etc.

## Biografia
O casamento de seus pais foi anulado, em 1152, e a custódia de Maria e de sua irmã foi dada a seu pai. Leonor casou com Henrique II de Inglaterra, e logo deixou a França. Em 1160, Luís VII casou-se com Adélia de Champanhe, e prometeu ambas suas filhas aos irmãos de Alice. Após seu engajamento, Maria foi enviada à abadia de Avenay, em Champanhe, para sua educação. Em 1164, casou com o irmão de sua madrasta, Henrique I de Champanhe, com quem teve quatro filhos.

### Regente
Assumiu o cargo de regente de Champagnhe quando Henrique partiu em peregrinação à Terra Santa. Enquanto seu esposo se ausentava, seu pai morreu, e seu meio-irmão Filipe tornou-se rei. Ele confiscou as terras de sua mãe e casou-se com Isabel de Hainaut, que fora prometida ao filho mais velho de Maria, Henrique II. Isto levou Maria a se unir a um grupo de nobres descontentes, incluindo a rainha-mãe e o arcebispo de Reims, que conspiravam contra o rei. Todavia, as relações entre Maria e seu meio-irmão melhoraram.
Henrique voltou da Terra Santa, mas morreu quase que imediatamente. Agora uma viúva com quatro filhos, Maria considerou em se casar com Filipe I de Flandres, mas o noivado foi desfeito repentinamente por razões desconhecidas.
Após a morte de seu esposo, atuou como regente do condado até 1187, quando seu filho Henrique II atingiu a maioridade. Todavia, ele partiu em cruzada e, mais uma vez, tornou a reger até a morte de seu filho, em 1197. Ela então se retirou para o convento de Fontaines-les-Nones, perto de Maux.
Maria é lembrada hoje principalmente por seu papel na heresia que foi alvo da cruzada albigense. Foi também patrocinadora da literatura, abrigando escritores como André Capelão, que fez parte de sua corte, e Chrétien de Troyes. Ela foi letrada em francês e latim e tinha sua própria biblioteca.

### Família
Maria tinha muito contato com sua irmã Alice e com seus meios-irmãos, frutos dos outros casamentos de seus pais. Ricardo I de Inglaterra lhe dedicou um poema escrito durante seu encarceramento. Tinha também um relacionamento próximo com a terceira filha de seu pai, Margarida, que casou com o jovem Henrique Plantageneta, sendo assim tanto sua meia-irmã como sua cunhada. Depois da morte de Henrique, em 1185, Margarida passou a viver na corte de Maria e, juntas, atenderam ao funeral de Godofredo da Bretanha.
Existe muita controvérsia sobre se ela e a mãe se visitavam, uma vez que não há documentos que o afirmem, embora seja bem possível na verdade. Elas poderiam ter se encontrado na época em que Leonor teve sua própria corte em Poitiers ou quando ela viajou da Sicília, para onde levara Berengária de Navarra para se casar com Ricardo, assim como em outras ocasiões. Ao saber das mortes de sua irmã Margarida e de seu filho, cujas mortes ocorreram muito próximas uma da outra, na Terra Santa, ficou desconsolada, vindo a falecer três meses depois. Seu corpo foi sepultado na Catedral de Meaux. No entanto, seu túmulo foi destruído durante a Reforma Protestante.
Henrique I de Champanhe e Maria tiveram quatro filhos:
- Henrique II (29 de Julho de 1166 - 10 de Setembro de 1197), conde de Champanhe e rei de Jerusalém. Casou-se com Isabel I de Jerusalém, com quem teve três filhas;
- Escolástica (1172 - 1219), casou-se com Guilherme VI de Mâcon, com quem teve quatro filhos;
- Maria (1174 - 29 de Agosto de 1204), casou-se com Balduíno de Flandres, depois conde de Flandres e de Hainaut e imperador de Constantinopla, com quem teve duas filhas;
- Teobaldo III (13 de Maio de 1179 - 25 de Maio de 1201), que sucedeu ao irmão como conde de Champanhe. Casou-se com Branca de Navarra, condessa de Champanhe, com quem teve dois filhos.